# Parád
Parád är en ort i Ungern.   Den ligger i provinsen Heves, i den norra delen av landet, 90 km nordost om huvudstaden Budapest. Parád ligger 236 meter över havet och antalet invånare är 2 111.
Terrängen runt Parád är kuperad söderut, men norrut är den platt. Runt Parád är det ganska tätbefolkat, med 60 invånare per kvadratkilometer. Närmaste större samhälle är Parádsasvár, 4,1 km väster om Parád. I omgivningarna runt Parád växer i huvudsak lövfällande lövskog.